# Welcome Back
Welcome Back ist das dritte Studioalbum des US-amerikanischen Rappers Mase. Es erschien im August 2004 und kennzeichnete das Ende einer fünfjährigen künstlerischen Pause seit dem 1999 erschienenen Album Double Up.

## Entstehung und Veröffentlichung
Nach der Veröffentlichung des Vorgängeralbums Double Up, zog Mase nach Atlanta, um Pastor zu werden. Nach fünfjähriger Amtsausübung und dem Erhalt des Ehrendoktortitels der Theologie für seinen Einsatz in seiner eigens gegründeten Kirchengemeinde gab der Rapper Anfang des Jahres 2004 öffentlich bekannt, dass er an einem Comeback-Album arbeite, das noch im selben Jahr erscheinen sollte. Dabei kündigte er ebenfalls an, dass das Album nicht theologisch belehrend sein wird, wie zuvor öfters vermutet.
Die Erstveröffentlichung von Welcome Back erfolgte schließlich am 24. August 2004 bei Bad Boy Records. Das Album erschien in seiner Originalausführung als CD mit zwölf Titeln (Katalognummer: 0602498631225).
Geschrieben wurden alle Lieder, mit Ausnahme des Eröffnungstitels Welcome Back, vom Interpreten selbst, zusammen mit Koautoren. Die Produktion erfolgte durch wechselnde Produzenten, beteiligt waren Chad Hamilton, Tyrice Jones, Rick Rock sowie das Produzentenduo The Movement (bestehend aus James Bunton und Corron Cole).

## Titelliste
1. Welcome Back
2. Breathe, Stretch, Shake (feat. P. Diddy)
3. Keep It On (feat. Ciara)
4. My Harlem Lullaby
5. I Owe
6. Wasting My Time
7. Gotta Survive
8. The Love You Need (feat. DJ Rashad)
9. Money Comes And Goes
10. I Wanna Go
11. Into What You Say
12. Do You Remember (feat. Cardan)

## Rezensionen
In der New York Times schrieb Kelefa Sanneh, dass das Album insgesamt eine laue Sammlung an Liedern sei und man von seinen Prediger-Zeiten etwas mehr musikalische Leidenschaft hätte erwarten können. Die Bibel erwähne Mase nur in halbherzigen Vergleichen, wie beispielsweise „I’m back like Moses to bring the law“ (zu deutsch: „Ich bin zurück wie Moses, um das Gesetz zu bringen“). Mase sei zwar zurück, dennoch sei laut Sanneh seine Zeit längst vorbei.
Steve ‚Flash‘ Juon von rapreviews.com war nicht erfreut über das Comeback von Mase. Er verurteilte die schwache Atemkontrolle, die Mikrofon-Technik und die Audioqualität. Seine Beats hätten zwar genügend Bass, um mit dem Kopf mitzunicken, dennoch habe sich sein Sound seit seiner Blütezeit kein bisschen weiterentwickelt und stecke immer noch in den 90er-Jahren fest. Laut Juon wäre es das beste für Mase, sich wieder der Theologie zuzuwenden und nicht mehr zu rappen.

## Kommerzieller Erfolg

### Chartplatzierungen
Welcome Back avancierte mit Rang vier zum Top-10-Erfolg in den Vereinigten Staaten. Darüber hinaus avancierte es zum Chartalbum in Neuseeland (Rang 29), der Schweiz (Rang 65), dem Vereinigten Königreich (Rang 68), Deutschland (Rang 71) oder auch Frankreich (Rang 165).
| ChartsChartplatzierungen       | Höchstplatzierung | Wochen |
| ------------------------------ | ----------------- | ------ |
| Deutschland (GfK)              | 71 (2 Wo.)        | 2      |
| Schweiz (IFPI)                 | 65 (3 Wo.)        | 3      |
| Vereinigte Staaten (Billboard) | 4 (12 Wo.)        | 12     |
| Vereinigtes Königreich (OCC)   | 68 (3 Wo.)        | 3      |

| ChartsJahrescharts (2004)      | Platzierung |
| ------------------------------ | ----------- |
| Vereinigte Staaten (Billboard) | 152         |

### Auszeichnungen für Musikverkäufe
| Land/Region               | Auszeichnungen für Musikverkäufe (Land/Region, Auszeichnung, Verkäufe) | Verkäufe |
| ------------------------- | ---------------------------------------------------------------------- | -------- |
| Neuseeland (RMNZ)         | Platin                                                                 | 15.000   |
| Vereinigte Staaten (RIAA) | Gold                                                                   | 500.000  |
| Insgesamt                 | 1× Gold · 1× Platin ·                                                  | 515.000  |